# Guadalupe kommun, Puebla
Guadalupe är en kommun i Mexiko.   Den ligger i delstaten Puebla, i den sydöstra delen av landet, 180 km sydost om huvudstaden Mexico City. Antalet invånare är 6 276. Arean är 155 kvadratkilometer.
Terrängen i Guadalupe är huvudsakligen kuperad, men åt nordost är den platt.
Följande samhällen finns i Guadalupe:
- Mixquitepec
- Vista Hermosa
- San Isidro Jehuital
- El Limón
- La Angostura
- Colonia las Flores